# Energia escura
Na cosmologia, a energia escura é uma forma hipotética de energia que estaria distribuída por todo espaço e tende a acelerar a expansão do Universo. A principal característica da energia escura é ter uma forte pressão negativa. De acordo com a teoria da relatividade, o efeito de tal pressão negativa seria semelhante, qualitativamente, a uma força que age em larga escala em oposição à gravidade. Tal efeito hipotético é frequentemente utilizado por diversas teorias atuais que tentam explicar as observações que apontam para um universo em expansão acelerada.
A natureza da energia escura é um dos maiores desafios atuais da física, da cosmologia e da filosofia. Existem hoje muitos modelos fenomenológicos diferentes, contudo os dados observacionais ainda estão longe de selecionar um em detrimento dos demais. Isso acontece pois a escolha de um modelo de energia escura depende de um bom conhecimento da variação temporal da taxa de expansão do universo o que exige a observação de propriedades de objetos a distâncias muito grandes (observações e medição de distância em altos redshifts).
As principais formas das diferentes propostas de energia escura são: a constante cosmológica (que pode ser interpretada tanto como uma modificação de natureza geométrica nas equações de campo da relatividade geral, quanto como um efeito da energia do vácuo, a qual preenche o universo de maneira homogênea); e a quintessência (usualmente modelado como campo escalar cuja densidade de energia pode variar no tempo e no espaço).
Outra proposta relativamente popular entre pesquisadores é a quartessência que visa unificar os conceitos de energia escura e matéria escura postulando a existência de uma forma de energia conhecida como gás de Chaplygin que seria responsável pelos efeitos das duas componentes escuras.

## História
A constante cosmológica foi proposta pela primeira vez por Albert Einstein como um meio para obter uma solução estável da equação do campo de Einstein que levaria a um Universo estático, utilizando-a para compensar a gravidade. O mecanismo não foi apenas um exemplo pouco elegante de “precisão”, pois cedo se demonstrou que o Universo estático de Einstein era instável porque as heterogeneidades locais iriam conduzir por fim, a uma expansão sem controle ou à contração do Universo. O equilíbrio é instável: se o Universo se expande ligeiramente, a expansão liberta a energia do vazio, o que provoca uma maior expansão. Da mesma maneira, um Universo que se contrai ligeiramente, continuará a contrair-se.
Estes tipos de perturbações são inevitáveis, devido à distribuição irregular de matéria no Universo. As observações realizadas por Edwin Hubble demonstraram que o Universo está a expandir-se e que não é estático em absoluto. Einstein referiu-se ao seu erro para prever um Universo dinâmico, em contraste com um Universo estático, como o “seu grande erro”. Após esta declaração, a constante cosmológica foi ignorada durante muito tempo como uma curiosidade histórica.
Alan Guth propôs nos anos 70 que um campo de pressão negativa, semelhante à energia escura poderia conduzir a uma inflação cósmica no Universo primitivo. A inflação postula que algumas forças repulsivas, qualitativamente similares à energia escura, resultaram numa enorme e exponencial expansão do Universo pouco depois do Big Bang. Tal expansão é uma característica essencial de muitos modelos actuais do Big Bang. No entanto, a inflação deve ter ocorrido numa energia muito mais alta do que a energia escura que observamos hoje e pensa-se que terminou completamente quando o Universo tinha apenas uma fracção de segundo. Não é concreto que relação (se é que há alguma) existe entre a energia escura e a inflação. Inclusivamente, depois dos modelos de inflação terem sido aceitos, considera-se que a constante cosmológica é irrelevante no Universo actual.
O termo “energia escura” foi criado por Michael Turner em 1998. Nesse tempo, o problema da massa perdida da nucleossíntese primordial e da estrutura em grande escala do universo foi estabelecida, e alguns cosmólogos começavam a teorizar sobre a existência de um componente adicional no nosso Universo. A primeira prova directa da energia escura proveio das observações da aceleração da velocidade da expansão do Universo, mediante o estudo de supernovas, como a de Adam Riess e confirmada depois por Saul Perlmutter. Isto teve como resultado o  Modelo Lambda-CDM, que até 2006 era consistente com uma serie de observações cosmológicas rigorosamente crescentes, as últimas de 2005 da supernova Legacy Survey. Os primeiros resultados da mesma revelaram que a energia escura se comporta como a constante cosmológica de Einstein com uma precisão de 10%. Os resultados do telescópio espacial Hubble Higher-Z Team indicam que a energia escura esteve presente durante pelo menos 9 bilhões de anos e durante o período precedente à aceleração cósmica.

### Descoberta

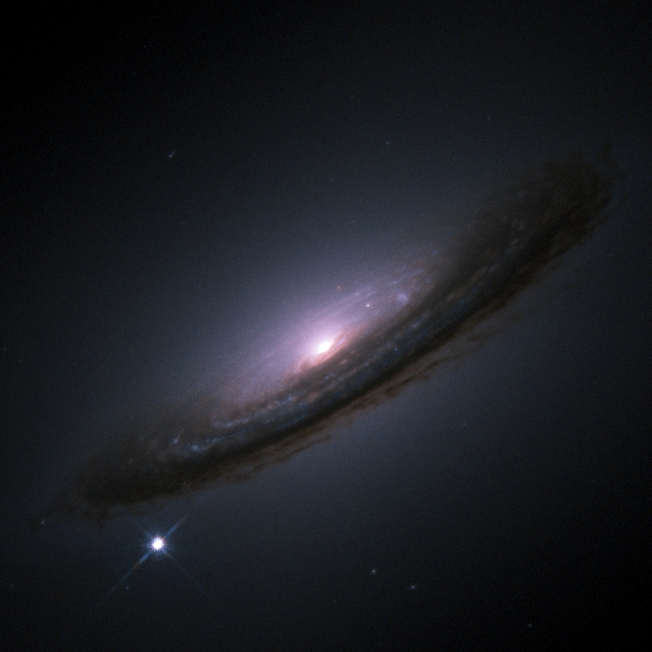
Imagem da galáxia NGC 4526 e da supernova tipo Ia SN1994D — o objeto brilhante no canto inferior esquerdo.

Em 1998 um conjunto de observações de supernovas tipo Ia muito distantes, realizadas pelo Supernova Cosmology Project no Laboratório Nacional Lawrence Berkeley e pelo High-Z Supernova Search Team sugeriram que a expansão do Universo estava a acelerar. Entretanto, esta aceleração foi confirmada por várias fontes independentes: medidas da radiação cósmica de fundo em microondas, as lentes gravitacionais, nucleossíntese primordial de elementos ligeiros e a estrutura em grande escala do Universo, assim como o progresso nas medições de supernovas foram consistentes com o modelo Lambda-CDM.
As supernovas tipo Ia possibilitam a principal prova directa da existência de energia escura. Segundo a Lei de Hubble-Humason, aparentemente todas as galáxias distantes afastam-se da Via Láctea, mostrando um deslocamento avermelhado no espectro luminoso devido ao efeito Doppler. A medição do factor de escala no momento em que a luz é emitida de um objecto é obtida facilmente medindo o desvio para o vermelho do objecto em recessão. Este deslocamento indica a idade de um objecto distante de forma proporcional, embora não absoluta. Por exemplo, ao estudar-se o espectro de um quasar é possível saber se se formou quando o Universo tinha 20% ou 30% da idade actual, mas não se pode saber a idade absoluta do Universo. Para o efeito, é necessário medir com precisão a expansão cosmológica. O valor que representa esta expansão denomina-se actualmente de Lei de Hubble-Humason. De forma a calcular-se esta constante utiliza-se em cosmologia as velas padrão, que são determinados objectos astronómicos com a mesma magnitude absoluta, que é conhecida, de tal maneira que é possível relacionar o brilho observado, ou magnitude aparente, com a distância. Sem as velas padrão, é impossível medir a relação desvio para o vermelho — distância da Lei de Hubble. As supernovas tipo Ia são uma das velas padrão devido à sua grande magnitude absoluta, o que possibilita que se possam observar mesmo em galáxias mais distantes. Em 1998 várias observações destas supernovas em galáxias muito distantes (e, por conseguinte, jovens) demonstraram que a Lei de Hubble-Humason não é tão linear pois o seu valor varia com o tempo. Até então pensava-se que a expansão do Universo estava a abrandar devido à força gravitacional, contudo, descobriu-se que estava a acelerar, pelo que deveria existir algum tipo de força que estimulasse a propagação do Universo.
A consistência em magnitude absoluta para supernovas tipo Ia é beneficiada pelo modelo de uma estrela anã velha que ganha massa de uma estrela próxima e cresce até alcançar o Limite de Chandrasekhar, o qual é definido de forma precisa. Com este ganho de massa, a anã branca é instável perante fusões nucleares e explode como uma supernova tipo Ia com um brilho característico. O brilho de uma supernova observa-se pelo seu desvio para o vermelho que é utilizado para medir a história da expansão do Universo. Estas observações indicam que a expansão do Universo não está a abrandar, como se esperaria num Universo onde a matéria predomina, mas sim a acelerar. Estas observações explicam-se devido à existência de um novo tipo de energia com pressão negativa.

### Experiências projectadas para provar a existência da energia escura
A experiência mais conhecida é o “Sistema de Detecção Integrada Sachs-Wolfe”, idealizado em 1996 por dois investigadores canadianos e utilizado pela primeira vez em 2003. O que propuseram foi procurar pequenas mudanças na energia da luz comparando a temperatura da radiação com mapas de galáxias no universo local. Caso não existisse energia escura, não haveria qualquer correspondência entre os dois mapas (o distante, de radiação cósmica de fundo, e o de distribuição de galáxias, relativamente próximo). Caso existisse, seria possível observar um fenómeno interessante decorrer: os fotões de radiação cósmica de fundo ganhariam energia, ao invés de a perder, ao passar próximo de grandes massas. A experiência melhorou os seus resultados graças à equipa de Tommaso Giannantonio, que provou a sua existência com um nível de certeza um pouco maior que quatro sigmas.

## Teorias da energia escura
O status da energia escura como uma força hipotética com propriedades desconhecidas a torna um alvo muito ativo de pesquisa. O problema é atacado a partir de uma grande variedade de ângulos, como modificar a teoria da gravidade predominante (relatividade geral), tentar definir as propriedades da energia escura, representando-a como uma manifestação dos limites do Universo e encontrar maneiras alternativas de explicar os dados observacionais.

### Constante cosmológica
A explicação mais simples para a energia escura é que é uma energia intrínseca e fundamental do espaço. Essa é a constante cosmológica, geralmente representada pela letra grega Λ (Lambda, daí o modelo Lambda-CDM). Como energia e massa estão relacionadas de acordo com a equação E = mc2, a teoria da relatividade geral de Einstein prevê que essa energia terá um efeito gravitacional. Às vezes é chamado de energia de vácuo porque é a densidade de energia do vácuo vazio.

### Quintessência
Nos modelos de quintessência de energia escura, a aceleração observada do fator de escala é causada pela energia potencial de um campo dinâmico, conhecido como campo de quintessência. A quintessência difere da constante cosmológica, pois pode variar no espaço e no tempo. Para que não se agrupe e forme uma estrutura como a matéria, o campo deve ser muito leve para ter um grande comprimento de onda de Compton.

### Interação da energia escura
Essa classe de teorias tenta apresentar uma teoria abrangente da matéria escura e da energia escura como um fenômeno único que modifica as leis da gravidade em várias escalas. Isso poderia, por exemplo, tratar a energia escura e a matéria escura como facetas diferentes da mesma substância desconhecida, ou postular que a matéria escura fria decai em energia escura.

### Modelos variáveis de energia escura
A densidade da energia escura pode ter variado no tempo durante a história do universo. Dados observacionais modernos nos permitem estimar a densidade atual da energia escura. Usando oscilações acústicas bariônicas, é possível investigar o efeito da energia escura na história do Universo e restringir parâmetros da equação de estado da energia escura. Para esse fim, vários modelos foram propostos.

## Ceticismo observacional
Algumas alternativas à energia escura, como a cosmologia não homogênea, visam explicar os dados observacionais através de um uso mais refinado das teorias estabelecidas. Nesse cenário, a energia escura realmente não existe e é apenas um artefato de medição. Por exemplo, se estivermos localizados em uma região mais vazia do que a média do espaço, a taxa de expansão cósmica observada poderá ser confundida com uma variação no tempo ou aceleração. Uma abordagem diferente usa uma extensão cosmológica do princípio da equivalência para mostrar como o espaço pode parecer estar se expandindo mais rapidamente nos vazios que circundam nosso aglomerado local. Embora fracos, esses efeitos considerados cumulativamente ao longo de bilhões de anos podem se tornar significativos, criando a ilusão de aceleração cósmica e fazendo parecer que vivemos em uma bolha de Hubble.  Ainda outras possibilidades são que a expansão acelerada do universo é uma ilusão causada pelo nosso movimento relativo para o resto do universo, ou que os métodos estatísticos empregados foram falhos.  Também foi sugerido que a anisotropia do universo local foi deturpada como energia escura. Um laboratório não conseguiu provas de detecção de qualquer força associada à energia escura.

### Manifestação das bordas do Universo
Supõe-se que o Universo tenha fronteiras porque não está apenas expandindo, mas expandindo com aceleração. As forças gravitacionais, em geral, dificultam a expansão do universo, no entanto, não podem acelerá-lo. O efeito Casimir diz que isso não pode acontecer porque não há nada no vácuo. Mas, de acordo com a teoria quântica, as partículas constantemente aparecem e desaparecem ali, e como resultado de sua interação com as placas, que indicam certas fronteiras do espaço, ocorre uma atração muito pequena. E há uma ideia de acordo com isso, aproximadamente a mesma coisa acontece no espaço. Somente isso leva, pelo contrário, a repulsa adicional, que acelera a expansão do Universo. Ou seja, não existe essencialmente "energia escura", mas há uma manifestação das bordas do universo.